# بريان ليتل
بريان ليتل (بالإنجليزية: Bryan Little)‏ (18 مايو 1978 باسكتلندا في المملكة المتحدة - ) هو لاعب كرة قدم بريطاني في مركز الوسط. لعب مع تيم ويلينغتون ونادي أوكلاند سيتي وميرامار رينجرز ‏ وPortland Timbers (2001–2010) ‏ وبيرويك راينجرز.

## وصلات خارجية
- بريان ليتل على موقع الاتحاد الدولي (مؤرشف)  (الإنجليزية)
- بريان ليتل على موقع قاعدة بيانات كرة القدم.إي يو (الإنجليزية)